# Avtar Brah
Avtar Brah es una socióloga británico-ugandesa. Es profesora emérita de sociología en Birkbeck College, y pionera en estudios de la diáspora.

## Trayectoria
Avtar Brah nació en Punjab y creció en Uganda. Su lengua materna era el punjabi, y manifiesta  haber leído al novelista Nanak Singh, al poeta del siglo XVIII Waris Shah y a la poeta contemporánea Amrita Pritam cuando era joven. A finales de la década de 1960 estudió con una beca en los Estados Unidos antes de llegar a Gran Bretaña a principios de la década de 1970, donde trabajó como investigadora en la Unidad de Relaciones Étnicas de la Universidad de Bristol. Se quedó como refugiada apátrida en Gran Bretaña tras la publicación, el 4 de agosto de 1972, del edicto de expulsión de los asiáticos de Uganda por Idi Amin. Comenzó su doctorado a mediados de la década de 1970, investigando las comunidades asiáticas en Southall, a donde se mudó como trabajadora comunitaria cuando terminó su contrato de investigación en la Universidad de Bristol. El 24 de abril de 1979 participó en la manifestación contra el Frente Nacional, partido de extrema derecha británico, en la que fueron arrestados cientos de manifestantes y que más tarde supuso la creación de la organización sin ánimo de lucro Southall Black Sisters, de la que fue miembro fundador.
Brah fue investigadora asociada en la Universidad de Leicester entre 1980 y 1982, y profesora de la Open University entre 1982 a 1985, incorporándose posteriormente como profesora a la Birkbeck, donde finalmente ascendió al cargo de catedrática. También fue profesora visitante en la Universidad de California en 1992 y en la Universidad de Cornell en 2001.
Brah fue nombrada MBE (Miembro de la Orden del Imperio Británico) en 2001 por sus servicios en cuestiones de raza, género e identidad étnica.

## Obra
- Working choices: South Asian young Muslim women and the labour market. 1992.
- Cartographies of Diaspora: contesting identities. London; New York: Routledge, 1996.
- (ed. with Mary J. Hickman and Maírtín Mac an Ghaill) Thinking identities: ethnicity, racism, and culture. New York, N.Y.: St. Martin's Press, 1999..
- Global futures : migration, environment, and globalization. New York: St. Martin's Press, 1999.
- (ed. with Annie E. Coombes) Hybridity and its discontents : politics, science, culture. London: Routledge, 2000.